# Kul de Mandril
Kul de Mandril (1980) fue una banda de rock española formada por Quimi Portet (vocalista y guitarrista), Quim Vilaplana «Benítez» (batería) y Luis Marín «Noris» (bajista) y nacido en la ciudad de Barcelona. A pesar de la escasa repercusión que tuvo en su momento, fue importante por haber sido precursora de Los Burros y ésta a su vez de uno de los grupos más conocidos de la historia del rock en España: El Último de la Fila.

## Precedentes
Previamente a la formación de la banda, Quimi Portet (*Vich, Barcelona, 1957) empezó su andadura musical en 1976 en el grupo Kilimanjaro's, el cual se dedicaba a actuar en fiestas populares por toda la comarca de Osona y en el cual Quimi tocaba la guitarra junto al vocalista Miquel Faura «Edgardo Poliformo». Tras un tiempo apartado de la música dedicándose a otros proyectos, forma un grupo junto a Toni Coromina llamado Salvans & Presseguer con el que actúa en locales menores, aunque logró una actuación en la famosa Sala Zeleste.
En 1979, Portet se enrola en una nueva banda de hard rock llamada Meder's junto al vocalista australiano Rodney Logan. A los pocos meses pasó a llamarse The Dumpers.

## Historia

### El inicio y las actuaciones
Al inicio de la década de los años 1980, Quimi Portet se une con Quim «Benítez» y Luís Marín para formar la banda de rock Kul de Mandril. Los músicos se conocieron en la ciudad catalana de Vich y allí fue donde realizaron la mayoría de las actuaciones, aunque también realizaron algunos desplazamientos para actuar en otros lugares, pero siempre dentro de Cataluña.
Practicaban un sonido rock animado y progresivo, similar al de las bandas roqueras de los años 1960. Las letras del grupo, que cantaban en catalán por regla general, estaban compuestas generalmente por Quimi Portet y en ellas el cantante y guitarrista catalán dejaba clara su afición al surrealismo y un peculiar sentido del humor.
En una de sus actuaciones, la emisora Radio Pica grabó en formato casete una colección de sus composiciones grabadas en directo y sin postproducción, que en un futuro podrían haber formado su primer álbum. La grabación salió a la venta en una tirada muy escasa y sin un título específico, aunque generalmente se le ha dado el sobrenombre de Maquetas. Algunos de los temas más destacados son Nos vemos en el suelo o En aquest bar. La mayoría de los temas son cantados en catalán aunque también hay dos canciones en español como son Jamón de mono y Jota Catalina.

### El encuentro con Los Rápidos y la disolución de la banda
En 1981, Kul de Mandril fue invitado a participar en el festival Rock de Lluna en junio de ese mismo año. Fue en esa celebración donde coincidieron con Los Rápidos, grupo donde militaba el cantante Manolo García y que tenía un LP en el mercado. A Los Rápidos le gustó la idea de que Quimi se uniera a ellos para tocar en directo y participar en la elaboración de algún hipotético álbum más del grupo. Cuando Quimi aceptó la oferta, Kul de Mandril se quedó sin líder y no tuvo más remedio que disolverse definitivamente.

### La edición del sencillo
Los componentes del grupo se distanciaron un tiempo, el cual aprovechó Portet para tocar con Manolo García en Los Rápidos. Tras la formación de Los Burros, liderados por Manolo García y Quimi Portet, se incorporó Quim «Benítez» como músico habitual.
Allá por 1983, cuando García y Portet decidieron crear una compañía discográfica independiente, llamada Discos Kriminales, Quimi vio la oportunidad de editar un sencillo con un par de canciones de Kul de Mandril. Los componentes se volvieron a juntar para grabar los dos temas en español de su repertorio, así pues, bajo el título Jamón de mono el single contenía las canciones Jamón de mono y Otra canción de amor. Esta última no es más que el tema Jota Catalina contenido en la grabación en directo, sólo que la canción fue renombrada. Tras esta grabación el grupo no volvió a unirse.

### La versión de Los Burros
Tras la etapa en Los Burros, Quimi Portet junto a Manolo García, formaron una banda de pop rock llamada El Último de la Fila con la que consiguieron un gran éxito comercial. En 1987 Los Burros vuelven a unirse para grabar algunas de sus composiciones que nunca vieron la luz. En ese mismo mini-LP, llamado Jamón de Burro, hubo hueco para una nueva versión del tema de Kul de Mandril de nombre similar, Jamón de mono. En la grabación del mismo participa también Quim «Benítez», pero no Luis Marín.
Tras ese último acercamiento, Quimi Portet continuó su carrera coliderando la banda de El Último de la Fila hasta 1998. Tras su escisión, Quimi Portet se centra en su carrera en solitario con la que tiene diez álbumes.

## Obra

### Discografía
- Maquetas (Radio Pica, 1981)

### Singles
- Jamón de mono (Discos Kriminales, 1983)

### Colaboraciones
- Los Burros - Jamón de burro (GASA, 1987) - Incluye una versión del tema Jamón de mono de Kul de Mandril. Quim «Benítez» participa en la grabación.